# Moncef Chérif
Moncef Chérif (arabe : منصف شريف), né le 8 novembre 1940 à Gabès, est un footballeur tunisien des années 1960.

## Biographie
Moncef Chérif participe aux Jeux olympiques d'été de 1960 puis à la coupe d'Afrique des nations 1962 avec l'équipe de Tunisie. Lors de cette dernière, il inscrit un but en demi-finale contre l'Éthiopie.

## Palmarès
- Troisième de la coupe d'Afrique des nations 1962 avec l'équipe de Tunisie

## Buts en sélection
| Buts en sélection | Buts en sélection  | Buts en sélection      | Buts en sélection | Buts en sélection | Buts en sélection | Buts en sélection        |
|                   | Date               | Lieu                   | Adversaire        | Score             | Résultat          | Compétition              |
| ----------------- | ------------------ | ---------------------- | ----------------- | ----------------- | ----------------- | ------------------------ |
| 1.                | 1er septembre 1960 | L'Aquila (Italie)      | Danemark          | 2-1 (1 but à 48e) | 3-1               | Jeux olympiques 1960     |
| 2.                | 10 novembre 1961   | Tunis (Tunisie)        | Nigeria           | 1-1 (1 but à 21e) | 2-0               | CAN 1962 (éliminatoires) |
| 3.                | 14 janvier 1962    | Addis-Abeba (Éthiopie) | Éthiopie          | 2-0 (1 but à 29e) | 2-4               | CAN 1962 (demi-finale)   |